# Crudelia
Crudelia (Cruella) è un film del 2021 diretto da Craig Gillespie.
Il film ha come protagonista Emma Stone, ed è basato sul romanzo della scrittrice inglese Dodie Smith del 1956 La carica dei 101, il film è un reboot dei due precedenti adattamenti live action con protagonista Glenn Close nel ruolo di Crudelia e una storia di origine alternativa, La carica dei 101 - Questa volta la magia è vera (1996) e La carica dei 102 - Un nuovo colpo di coda (2000).

## Trama
Inghilterra, anni '60. Estella Miller, nata il 7 agosto 1952, è una bambina molto creativa con uno spiccato talento per la moda, ma anche una vena crudele. Questo tratto, e i suoi particolari capelli metà bianchi e metà neri, portano sua madre, Catherine, a soprannominarla "Cruella". A causa della sua natura ribelle Estella viene cacciata dalla scuola privata che frequenta insieme all'amica Anita Darling, così Catherine progetta di trasferirsi a Londra. Sulla strada, le due si recano alla tenuta dei baroni von Hellman per avere assistenza finanziaria ma Catherine finisce per precipitare dalla scogliera dopo che Estella, intrufolatasi col cane Buddy, ha creato non poca confusione. 
Londra. Rimasta orfana, Estella fa amicizia con due ragazzini di strada, Jasper e Horace, e il loro cagnolino Wink, e, per passare inosservata, inizia a tingersi i capelli di rosso.
Dieci anni dopo. Estella vive di furti insieme a Buddy, Wink, Jasper e Horace e intanto affina il proprio talento grazie agli elaborati travestimenti che concepisce. Il giorno del suo compleanno, Jasper riesce a procurare a Estella un lavoro come donna delle pulizie presso i grandi magazzini Liberty dove lei, dopo aver cercato invano di mostrare le proprie doti all'altezzoso manager, una sera, delusa, si ubriaca e riorganizza una delle vetrine. Il giorno dopo una rinomata designer di alta moda, nota come "la Baronessa", in visita ai grandi magazzini, rimane positivamente colpita dalla creazione di Estella e decide di assumerla presso il proprio atelier. Quest'ultima, grazie al suo talento, si guadagna la fiducia della Baronessa. Un giorno, però, nota indosso alla donna una collana che un tempo apparteneva a Catherine, sua madre. Ella le racconta che una volta una sua dipendente provò a rubargliela. Estella capisce dunque che la Baronessa è la misteriosa donna da cui si recò sua madre e chiede a Jasper e Horace di aiutarla a recuperare la collana.
Estella si crea un alter ego, Cruella, torna al proprio colore di capelli naturale e si presenta a una festa organizzata dalla Baronessa per rubare la collana. Questa, con un fischietto, aizza i propri dalmata; Estella si rende allora conto di non essere la responsabile della morte di Catherine, come aveva sempre creduto, ma che la morte di sua madre fu un deliberato omicidio. In cerca di vendetta, "Cruella" si presenta alle serate di gala e alle sfilate organizzate dalla Baronessa, umiliandola grazie alle proprie creazioni originali e fantasiose; queste apparizioni le consentono anche di farsi pubblicità grazie all'amica d'infanzia Anita, ora giornalista per una rubrica di gossip, unica che l'ha riconosciuta dal colore dei suoi capelli. Il comportamento altezzoso e arrogante di Cruella, però, fa infastidire Jasper, Horace ed anche la Baronessa, che licenzia il proprio avvocato Roger per non essere riuscito a identificare Cruella. Quest'ultima, infine, rapisce i dalmata della Baronessa, poiché uno di loro ha accidentalmente ingoiato la collana di sua madre.
Estella decide di infierire sulla Baronessa sabotandone uno spettacolo a Regent's Park. Dopo aver dedotto che Estella e Cruella sono la stessa persona, la Baronessa cerca di uccidere la ragazza intrappolandola nell'appartamento che divide con Jasper e Horace, dando questo alle fiamme; i due ladruncoli, invece, finiscono in galera. Estella viene, però, salvata dal valletto della Baronessa, John, il quale le rivela la verità: la collana è una chiave per uno scrigno contenente i documenti di nascita di Estella. Ella scopre così di essere figlia biologica della Baronessa von Hellmann: costei, una narcisista e quindi incapace di amare, ordinò a John di uccidere la piccola Estella. Il valletto, invece, diede la bambina a Catherine, una delle domestiche, che la allevò in segreto; in seguito, il suo padre biologico, il Barone, un uomo mite e buono, morì di dolore dopo la bugia che la neonata morì di cause naturali. Nel tentativo di completare la sua vendetta contro la Baronessa, dichiara a se stessa che, nonostante la promessa fatta alla madre di rimanere buona, Estella non esisterà più: il suo nome, d'ora in poi, sarà ufficialmente Cruella, in visita al parco dove Catherine aveva promesso di portarla, si rivela arrabbiata di aver glielo nascosto, ma le dice di averle voluto bene.
Quest'ultima fa, dunque, evadere di prigione Jasper e Horace, e si scusa per come li ha trattati. La combriccola si intrufola al gala di beneficenza della Baronessa, dove Cruella (vestita da Estella) rivela alla Baronessa di esserne la figlia biologica. La Baronessa finge di accettare Cruella ed esprime rimorso per le sue azioni, chiedendo di abbracciarla prima di spingerla oltre un dirupo, ignara che i suoi ospiti siano stati condotti fuori dai suoi fratelli e abbiano assistito all'evento: la Baronessa viene incriminata sul posto per omicidio e la sua reputazione è irrimediabilmente rovinata, avendo visto tutti che è stata capace di uccidere a sangue freddo la sua stessa figlia. Cruella sopravvive alla caduta usando un paracadute integrato nei vestiti e abbandona definitivamente il travestimento da Estella, assistendo così all'arresto della madre e dimostrandole beffarda che ha miseramente fallito nel suo intento omicida; la baronessa, però, giura che gliela farà pagare. Dopo aver adottato il cognome de Vil, prende possesso di Hellmann Hall grazie al testamento redatto da Estella poco prima di "morire". 
In una scena a metà dei titoli di coda, Cruella regala due cuccioli dalmata (figli di uno dei dalmata della Baronessa) di nome Pongo e Perdita, rispettivamente all’ex avvocato Roger, ora musicista, e all’amica Anita. Roger, ispirato, inizia a comporre la canzone "Cruella de Vil".

## Personaggi
- Estella Miller/Estella von Hellman / Cruella De Vil, interpretata da Emma Stone e da Tipper Seifert-Cleveland (da giovane): un'ambiziosa orfana e talentuosa stilista, in cerca di affermazione nel mondo della moda e poi di vendetta contro la propria madre, la Baronessa von Hellman assassina della sua madre adottiva.[4][5][6] Ha un cane, un trovatello di nome Buddy.
- Baronessa von Hellman, interpretata da Emma Thompson: una donna narcisista, spietata e tirannica direttrice di una prestigiosa casa di alta moda e capo di Estella, nonché sua rivale e madre biologica.[7] Possiede tre feroci cani dalmata che ha addestrato finemente.
- Jasper Badun, interpretato da Joel Fry e da Ziggy Gardner (da giovane): un orfano di strada, che conosce Estella da bambino e ne diventa amico, fratello di Horace, con cui vive in un loft abbandonato.[8]
- Horace Badun, interpretato da Paul Walter Hauser e da Joseph MacDonald (da giovane): un orfano di strada, che conosce Estella da bambino e ne diventa amico, fratello di Jasper.[8] Ha un cane, un Chihuahua guercio di nome Winkler.
- Catherine Miller, interpretata da Emily Beecham: madre adottiva di Estella, una lavandaia impoverita, ex domestica a Hellman Hall. Divenne la tutrice della protagonista dopo che la Baronessa abbandonò sua figlia, fino a quando quest'ultima non la uccide, aizzandole contro i suoi dalmata.[9]
- Anita Darling, interpretata da Kirby Howell-Baptiste e da Florisa Kamara (da giovane): amica d'infanzia di Estella, da adulta lavora come giornalista per una rubrica di gossip.[10][11] Riceverà in dono la dalmata Perdita, figlia di Genghis, una dei dalmata della Baronessa von Hellman.
- John, interpretato da Mark Strong: il valletto della Baronessa von Hellman. Salverà la vita a Crudelia nell'incendio appiccato dalla Baronessa, e successivamente diventerà il valletto della protagonista.
- Artie, interpretato da John McCrea: un sarto e uno stilista, proprietario di un negozio di moda vintage, membro dell'entourage di Crudelia. Secondo l'attore stesso, il personaggio è il primo in un film Disney in live-action ad essere omosessuale.[12]
- Roger Dearly, interpretato da Kayvan Novak: un avvocato che lavora per la Baronessa. Nel tempo libero si diletta come pianista nei pub e assumerà questo impiego a tempo pieno dopo essere stato licenziato. Riceverà in dono il dalmata Pongo, figlio di Genghis, una dei dalmata della Baronessa von Hellman.
- Gerald, interpretato da Jamie Demetriou: il manager dei grandi magazzini Liberty di Londra.
- Jeffrey, interpretato da Andrew Leung: l'assistente e segretario personale della Baronessa.
- Barone von Hellman, interpretato da Tom Turner: personaggio minore, era il placido marito della Baronessa. Morì di crepacuore dopo aver ricevuto la notizia che la figlia della coppia, alla cui nascita non aveva nemmeno potuto assistere perché in viaggio di lavoro, era nata morta.

## Produzione

### Pre-produzione
Un film live action su Crudelia De Mon venne annunciato già nel 2011. Nel novembre 2016, è stato comunicato che la Disney aveva assunto Alex Timbers per dirigere il film, e che sarebbe stato prodotto anche da Marc Platt. Tuttavia, nel dicembre 2018, è stato reso noto che Timbers aveva lasciato il film a causa di conflitti sulla programmazione e che sarebbe stato sostituito dal regista Craig Gillespie.
Tra i produttori esecutivi figura anche Glenn Close, che già aveva interpretato il ruolo di Crudelia De Mon nei remake live-action La carica dei 101 - Questa volta la magia è vera (1996) e La carica dei 102 - Un nuovo colpo di coda (2000).

### Cast
Il 6 gennaio 2016, Emma Stone è stata scelta per il ruolo principale di Crudelia De Mon, qui chiamata col nome in originale Cruella de Vil. Nel maggio 2019, Emma Thompson si è unita al cast nei panni della Baronessa, l'antagonista di Cruella. Anche Nicole Kidman, Charlize Theron, Julianne Moore e Demi Moore sono state prese in considerazione per il ruolo, così come Dev Patel per il ruolo di Roger Dearly. Nello stesso mese vennero scelti Tony McNamara e Dana Fox per scrivere la sceneggiatura. Joel Fry e Paul Walter Hauser si sono uniti al cast nei mesi successivi, rispettivamente nei ruoli di Jasper e Horace. Nel settembre 2019 è stata annunciata la partecipazione al film di Mark Strong, Emily Beecham e Kirby Howell-Baptiste.

### Riprese
Nell'agosto 2019, durante il D23, è stato reso noto che le riprese principali di Crudelia erano già iniziate. La prima immagine ufficiale del film con Stone nei panni di Cruella de Vil con tre dalmata adulti al guinzaglio, Hauser nei panni di Horace e Fry in quelli di Jasper è stata mostrata durante l'evento. Le riprese si sono concluse a novembre 2019. Si sono svolte nel Regno Unito, a Londra e negli Shepperton Studios.
Il film ha avuto un budget fra i 100 e i 200 milioni di dollari.

## Colonna sonora
Il 31 marzo 2021 è stato annunciato che Nicholas Britell era stato assunto per comporre le musiche del film. La colonna sonora è stata pubblicata il 21 maggio 2021 dalla Walt Disney Records.
Un'altra colonna sonora per il film è stata distribuita lo stesso giorno. Entrambi gli album includono Call Me Cruella, una canzone originale eseguita da Florence and the Machine, che apparirà nei titoli di coda del film. L'album contiene anche canzoni come Feeling Good di Nina Simone, Who's Sorry Now di Connie Francis, Bloody Well Right dei Supertramp, Stone Cold Crazy dei Queen, One Way or Another dei Blondie, Sympathy for the Devil dei Rolling Stones, Smile di Judy Garland, Five to One dei The Doors, Livin' Thing degli Electric Light Orchestra e Should I Stay or Should I Go dei The Clash.
Damiano David, frontman del gruppo Måneskin, ha partecipato alla colonna sonora italiana del film realizzando una cover del brano I Wanna Be Your Dog dei The Stooges, che nella versione originale è stata invece interpretata dall'attore John McCrea.

## Promozione
Il teaser trailer è stato diffuso online il 17 febbraio 2021, mentre il trailer completo è stato pubblicato il 7 aprile seguente.

## Distribuzione
La pellicola è stata distribuita nelle sale cinematografiche italiane a partire dal 26 maggio 2021, mentre il 28 maggio seguente ha debuttato sulla piattaforma di streaming Disney+ con accesso VIP. Negli Stati Uniti è uscito in contemporanea al cinema e su Disney+ il 28 maggio 2021.
La première mondiale di Crudelia si è tenuta a Los Angeles il 18 maggio 2021. L'uscita del film, inizialmente prevista per il 23 dicembre 2020, è stata in seguito ritardata a causa delle riprese e della pandemia di COVID-19.
Alcune date di uscita internazionali del film sono state:
- 26 maggio 2021: Corea del Sud (크루엘라), Indonesia, Islanda, Italia
- 27 maggio: Arabia Saudita, Germania (Cruella), Giappone (クルエラ), Messico, Serbia (Окрутница; Круела), Ungheria (Szörnyella)
- 28 maggio: Bulgaria (Круела), Canada, Lituania (Kruela), Regno Unito (Cruella) Stati Uniti (Cruella), Svezia
- 3 giugno: Brasile (Cruella), Repubblica Ceca, Russia (Круэлла), Slovacchia
- 4 giugno: Taiwan (時尚惡女：庫伊拉), Romania (Cruella)[44]
- 5 giugno: Paesi Bassi
- 6 giugno: Cina (黑白魔女库伊拉)[45]
- 10 giugno: Ungheria (Szörnyella)[46]
- 23 giugno: Francia (Cruella)
- 2 luglio: Turchia
- 27 agosto: India (Creulla)

### Divieti
Negli Stati Uniti, la Motion Picture Association of America ha valutato il film come PG-13 (Parents Strongly Cautioned), ciò significa che la visione è stata vietata ai minori di 13 anni non accompagnati dai genitori, a causa della presenza di scene violente e per alcune tematiche trattate.
I restanti divieti internazionali sono stati:
- Argentina: 13
- Australia: PG
- Brasile: 12
- Canada: PG (Alberta)
- Colombia: 12
- Danimarca: 11
- Francia: Tous publics
- Germania: 6

- Indonesia: 17+
- Irlanda: 12A
- Italia: T
- Giappone: G
- Messico: B
- Norvegia: 9
- Nuova Zelanda: PG

- Paesi Bassi: 12
- Spagna: 12
- Stati Uniti: PG-13
- Svezia: 11
- Svizzera: 10
- Regno Unito: 12A
- Ungheria: 12

### Edizione italiana
Il doppiaggio italiano fu eseguito dalla Pumais Due e diretto da Fiamma Izzo, anche autrice dei dialoghi. I testi italiani delle canzoni sono di Rossa Caputo e la direzione musicale è a cura di Ludovico Versino.

## Accoglienza

### Incassi
La pellicola ha avuto un incasso di 86103234 $ in Nord America e 147400000 $ nel resto del mondo, per un incasso mondiale di 233503234 $. In Italia ha incassato 2,3 milioni di euro. 
In Italia durante la prima giornata di proiezione Crudelia ha incassato 61167 €, posizionandosi al primo posto del botteghino; mentre negli Stati Uniti circa 7700000 $, piazzandosi al secondo posto dietro a A Quiet Place II.

### Critica
La pellicola è stata accolta abbastanza positivamente dalla critica. Sull'aggregatore di recensioni Rotten Tomatoes il film ottiene il 75% delle recensioni professionali positive, con un voto medio di 6,8 su 10 basato su 413 critiche, mentre su Metacritic ha un punteggio di 59 su 100 basato su 56 recensioni.
Scott Menzel di We Live Entertainment scrive: "Crudelia potrebbe essere la più grande sorpresa dell'estate. Audace, oscuro e meravigliosamente anti-Disney. Emma Stone è la perfezione nei panni di Crudelia. Acconciatura e trucco, scenografia e costumi sono scommesse sicure per le nomination agli Oscar". Joel Meares, Editor-in-chief di Rotten Tomatoes dice: "Generalmente ho zero interesse per i remake live-action o per le storie sulle origini dei cattivi ma... ho visto Crudelia ed è così fantastico".
Ann Hornaday, penna del The Washington Post, ha descritto il film come "noioso, trasgressivo e confuso", lodando le esibizioni di Stone, Thompson, Fry e Hauser, così come i costumi, criticando però la sceneggiatura e la lunghezza. Sul sito italiano CineFacts.it si legge invece: "La regia di Craig Gillespie è funzionale nell'esaltare i momenti in cui le due protagoniste sfoggiano con stile i propri abiti, così come la colonna sonora martellante - in 134 minuti di durata ce ne saranno al massimo una decina senza musica - rende l’atmosfera elettrizzante e figlia del glamour della Londra degli anni ‘70. Oltre a questo, però, ho trovato ben poco. La storia dovrebbe narrare la nascita di un personaggio cattivo, avido, di una villainess cinematografica divenuta iconica, ma la sensazione - una volta terminato il film - è quella di aver assistito al concepimento di una, a tratti antipatica, stilista di moda."

## Riconoscimenti
- 2022 - Premio Oscar[62]
  - Migliori costumi a Jenny Beavan
  - Candidatura per il miglior trucco e acconciatura a Nadia Stacey, Naomi Donne e Julia Vernon
- 2022 - Golden Globe[63][64]
  - Candidatura per la migliore attrice in un film commedia o musicale a Emma Stone
- 2022 - Premio BAFTA[65]
  - Migliori costumi a Jenny Beavan
  - Candidatura per il Miglior trucco e acconciatura a Nadia Stacey e Naomi Donne
- 2021 - St. Louis Film Critics Association Awards[66][67]
  - Migliori musiche
  - Migliori costumi a Jenny Beavan
- 2022 - Critics' Choice Awards[68]
  - Migliori costumi a Jenny Beavan
  - Candidatura per il Miglior trucco e acconciature
- 2022 - San Diego Film Critics Society Awards[69]
  - Migliori costumi a Jenny Beavan
- 2021 - Chicago Film Critics Association[70]
  - Candidatura per i Migliori costumi a Jenny Beavan
- 2022 - Online Film Critics Society[71]
  - Candidatura per i migliori costumi a Jenny Beavan
- 2021 - E! People's Choice Awards[72]
  - Miglior film drammatico del 2021
  - Candidatura come Star in un film drammatico del 2021 a Emma Stone
- 2022 - Nickelodeon Kids' Choice Awards[73]
  - Candidatura come miglior attrice cinematografica a Emma Stone

## Altri media
Il 6 aprile 2021 la Disney Publishing Worldwide ha pubblicato un romanzo prequel ambientato nel 1967, scritto da Maureen Johnson, intitolato Cruella: Hello, Cruel Heart, che narra l'incontro tra la sedicenne Estella e Magda e Richard Moresby-Plum. Il 13 aprile 2021 è uscito Cruella's Sketchbook.
Un adattamento manga del film intitolato Cruella: Black, White and Red, scritto da Hachi Ishie, verrà distribuito negli Stati Uniti da Viz Media il 3 agosto 2021.

## Sequel
Nel maggio 2021 sia Emma Stone che Emma Thompson hanno dichiarato che vorrebbero fare un secondo film di Crudelia nello stile de Il padrino - Parte II, che funga sia da sequel che da prequel.
Il 4 giugno 2021 la Disney ha annunciato che un sequel è ufficialmente nelle prime fasi di sviluppo, con Gillespie e McKenna che dovrebbero tornare rispettivamente come regista e sceneggiatore.